# Прери Крик (Арканзас)
Прери Крик (енгл. Prairie Creek) насељено је место без административног статуса у америчкој савезној држави Арканзас.

## Демографија
По попису из 2010. године број становника је 2.066, што је 217 (11,7%) становника више него 2000. године.
| Група             | 2000.         | 2010.         |
| Белци             | 1.789 (96,8%) | 1.932 (93,5%) |
| Афроамериканци    | 3 (0,2%)      | 10 (0,5%)     |
| Азијати           | 4 (0,2%)      | 26 (1,3%)     |
| Хиспаноамериканци | 17 (0,9%)     | 42 (2,0%)     |
| Укупно            | 1.849         | 2.066         |